# Jevany
Jevany (německy Jewan) jsou obec v okrese Praha-východ. Žije v nich 845 obyvatel. Rozkládají se asi 34 kilometrů jihovýchodně od centra Prahy a třináct kilometrů východně od města Říčany. Leží na okraji národní přírodní rezervace Voděradské bučiny na Jevanském potoce vlévajícím se ve Stříbrné Skalici do Sázavy. Jsou obklopeny několika rybníky.

## Historie
První písemná zmínka o vesnici pochází z roku 1344.
Součástí Jevan je i od třicetileté války zaniklá středověká vesnice Penčice, dnes už jen hájovna. Jihovýchodně od obce leží bývalá ves Aldašín zaniklá za třicetileté války, do dnešní doby je zachován pouze kostel sv. Jiří se hřbitovem. Dále se na katastru obce nachází např. zaniklé vesnice Dubina, Bohumil a Cukmantl se samotou Drbohlav.

### Územněsprávní začlenění
Dějiny územněsprávního začleňování zahrnují období od roku 1850 do současnosti. V chronologickém přehledu je uvedena územně administrativní příslušnost obce v roce, kdy ke změně došlo:
- 1850 země česká, kraj Pardubice, politický i soudní okres Černý Kostelec[5]
- 1855 země česká, kraj Praha, soudní okres Černý Kostelec[5]
- 1868 země česká, politický okres Český Brod, soudní okres Černý Kostelec[5]
- 1939 země česká, Oberlandrat Kolín, politický okres Český Brod, soudní okres Kostelec nad Černými lesy[6]
- 1942 země česká, Oberlandrat Praha, politický okres Český Brod, soudní okres Kostelec nad Černými lesy[7]
- 1945 země česká, správní okres Český Brod, soudní okres Kostelec nad Černými lesy[8]
- 1949 Pražský kraj, okres Český Brod[9]
- 1960 Středočeský kraj, okres Kolín[10]
- 2007 Středočeský kraj, okres Praha-východ[11]

### Významné osobnosti a objekty
Po první světové válce se Jevany staly vyhledávaným letoviskem na březích soustavy rybníků. Lze zde najít kino, pizzerii, mini market a rekreační areál s vilou Olga (č. p. 55), který vlastnila Česká televize, ale v roce 2006 ho prodala realitnímu magnátovi Viliamu Sivkovi. Rekreační rybníky na Jevanském potoce umožňují provozování vodních sportů.
Dále je zde mnoho vil známých osobností. Rodina Karla Gotta zde od roku 1969 vlastnila prvorepublikovou vilu (č. p. 78), ve které se od roku 2006 do roku 2009 nacházelo Gottovo muzeum Gottland. Secesní vilu architekta Josefa Fanty (č. p. 44) postavenou pro Gabrielu Preissovou vlastnil do roku 1972 psychiatr Vladimír Vondráček s manželkou. Následně v ní bydlel hudební skladatel Karel Svoboda. Sousedem Karla Svobody byl skladatel Ladislav Štaidl, jehož rodina od r. 1969 vlastnila sousední tzv. Pazeltovu vilu. Vila Elinka (č. p. 91) sloužila jako konspirační vila komunistického ministerstva vnitra. V roce 1960 zde KGB údajně ukrývala vraha Lva Trockého Ramóna Mercadera na jeho cestě do Sovětského svazu. Pozdějším majitelem této vily se stal producent a podnikatel Petr Kratochvíl (přítel Lucie Bílé a manžel Miss Československo 1992 a pozdější starostky Jevan Pavlíny Kratochvílové, roz. Baburkové). V Jevanech dále bydlí např. hudebník Lou Fanánek Hagen, bydlel zde herec Karel Heřmánek a chatu po prarodičích zde měl i zpěvák Daniel Hůlka.
Díky koncentraci sídel nejrůznějších celebrit se Jevanům přezdívalo „české Beverly Hills“.
Luxusní komplex zde vlastní také prezidentská kancelář ruského prezidenta Vladimira Putina.

### Rok 1932
V obci Jevany (389 obyvatel) byly v roce 1932 evidovány tyto živnosti a obchody: holič, 2 hostince, 2 hotely, krejčí, řezník, 3 obchody se smíšeným zbožím, trafika, zednický mistr.

## Přírodní poměry
V jižním cípu katastrálního území Jevany leží přírodní památka Šáchovec vyhlášená na ochranu kuňky ohnivé.

## Doprava
Územím obce prochází silnice I/2 v úseku Říčany – Kutná Hora, po východní hranici katastru silnice II/108 v úseku Stříbrná Skalice – Kostelec a silnice III třídy:
- III/1083 Hradec – Bohumil – Kostelec
- III/1084 ze silnice III/1083 – Jevany – III/33316
- III/11318 Struhařov – Jevany
- III/11320 Černé Voděrady – III/1083
- III/33316 Vyžlovka – Kostelec n/Č. l.
- III/33317 Vyžlovka – Jevany

Železniční trať ani stanice na území obce nejsou.
V obci jezdí dvě autobusové linky Pražské Integrované Dopravy aa to příměstská linka 382 (Háje-Jevany-Stříbrná Skalice, Nám.-Sázava aut.st.) s 18 spoji v pracovní den, v sobotu s 11 spoji a v neděli s 8 spoji za den. Dále zde jezdí mimoměstská linka 492 (Kostelec, n.č.l., Nám.-Jevany-Černé Voděrady) s 11 spoji v pracovní den a s 4 spoji o víkendu.

## Pamětihodnosti
- Usedlost Josefa Fanty (č. p. 39)
- Kostel svatého Jiří a zaniklá ves Aldašín
- Zaniklá ves Dubina[28]
- Schauerova vila (č. p. 146)[29][30]
- Grandhotel Wagner (č. p. 94, pozdější zotavovna ROH Moskva, dnes přestavěn na obytný dům)[31]

## Galerie

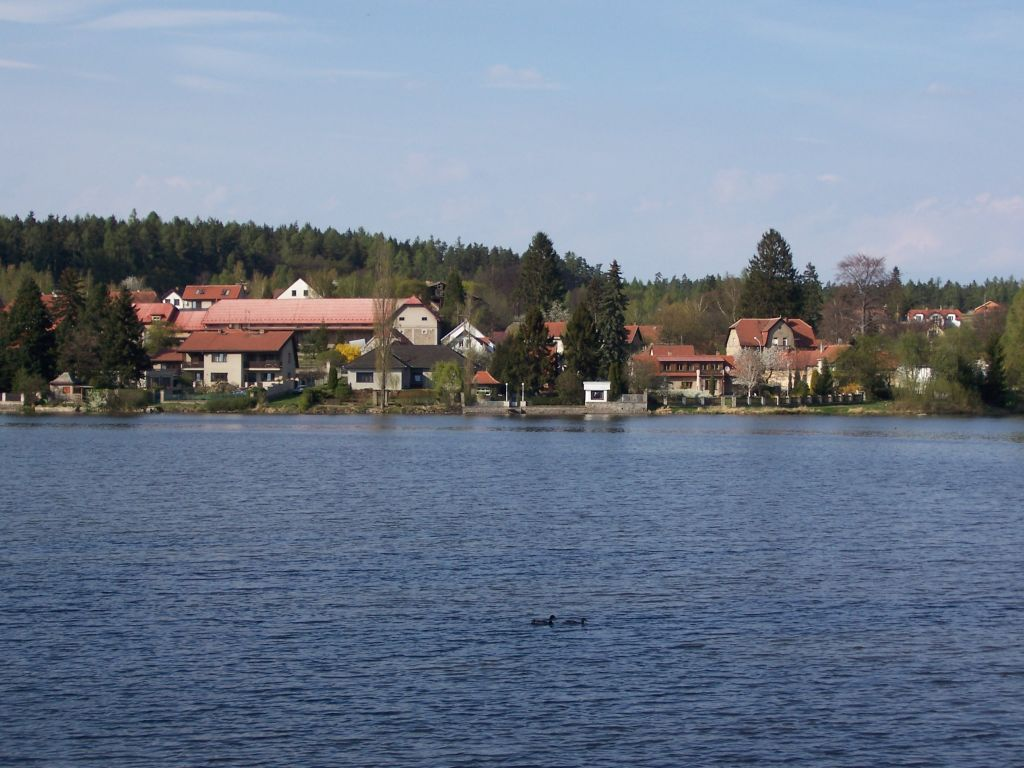
Pohled na Jevany přes Jevanský rybník
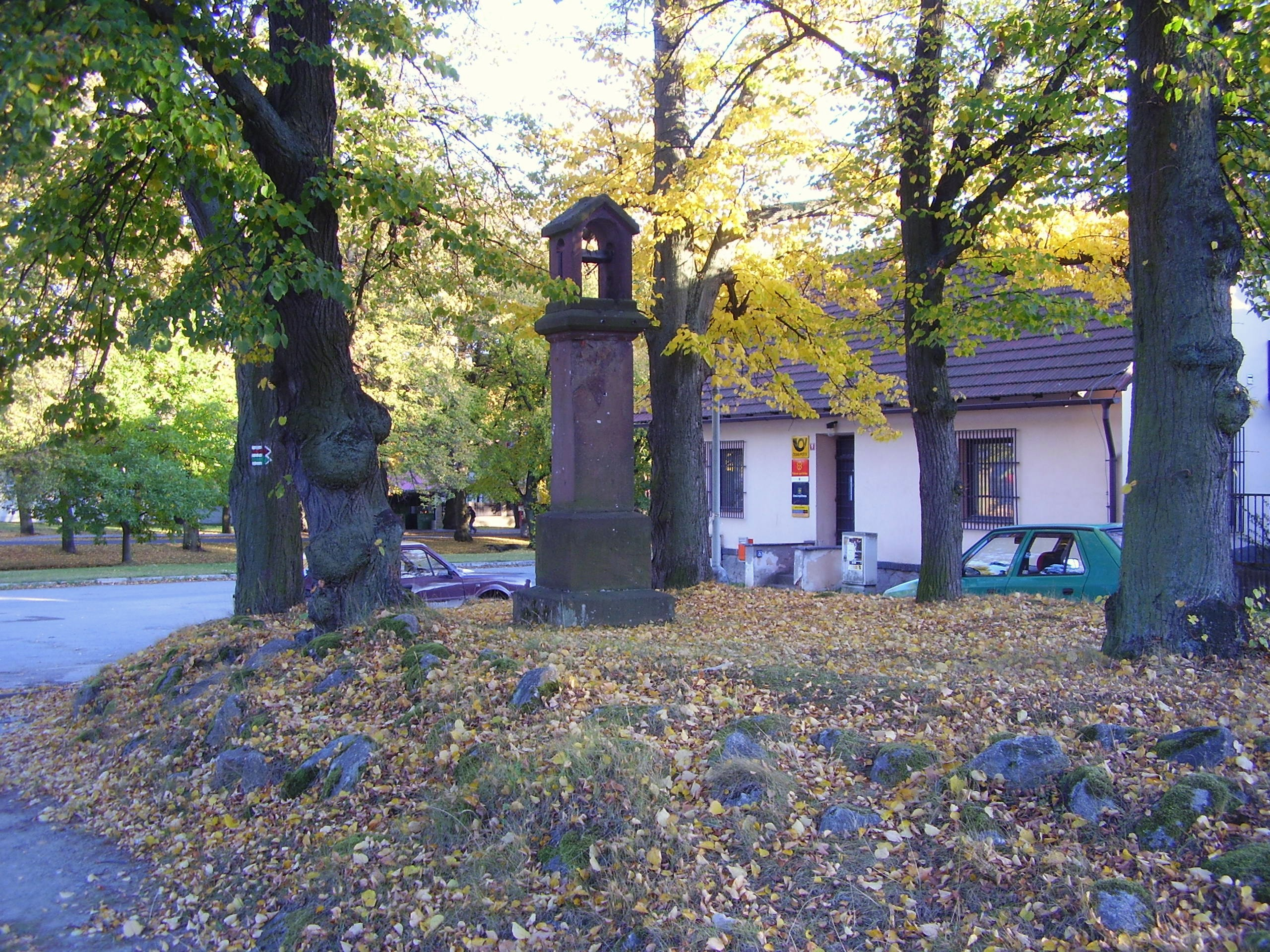
Zvonička na náměstí
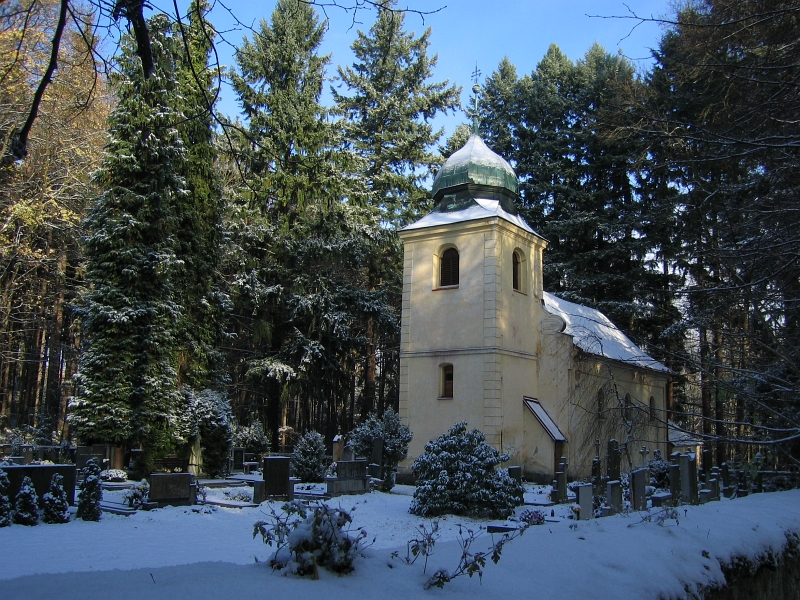
Aldašínský kostel svatého Jiří
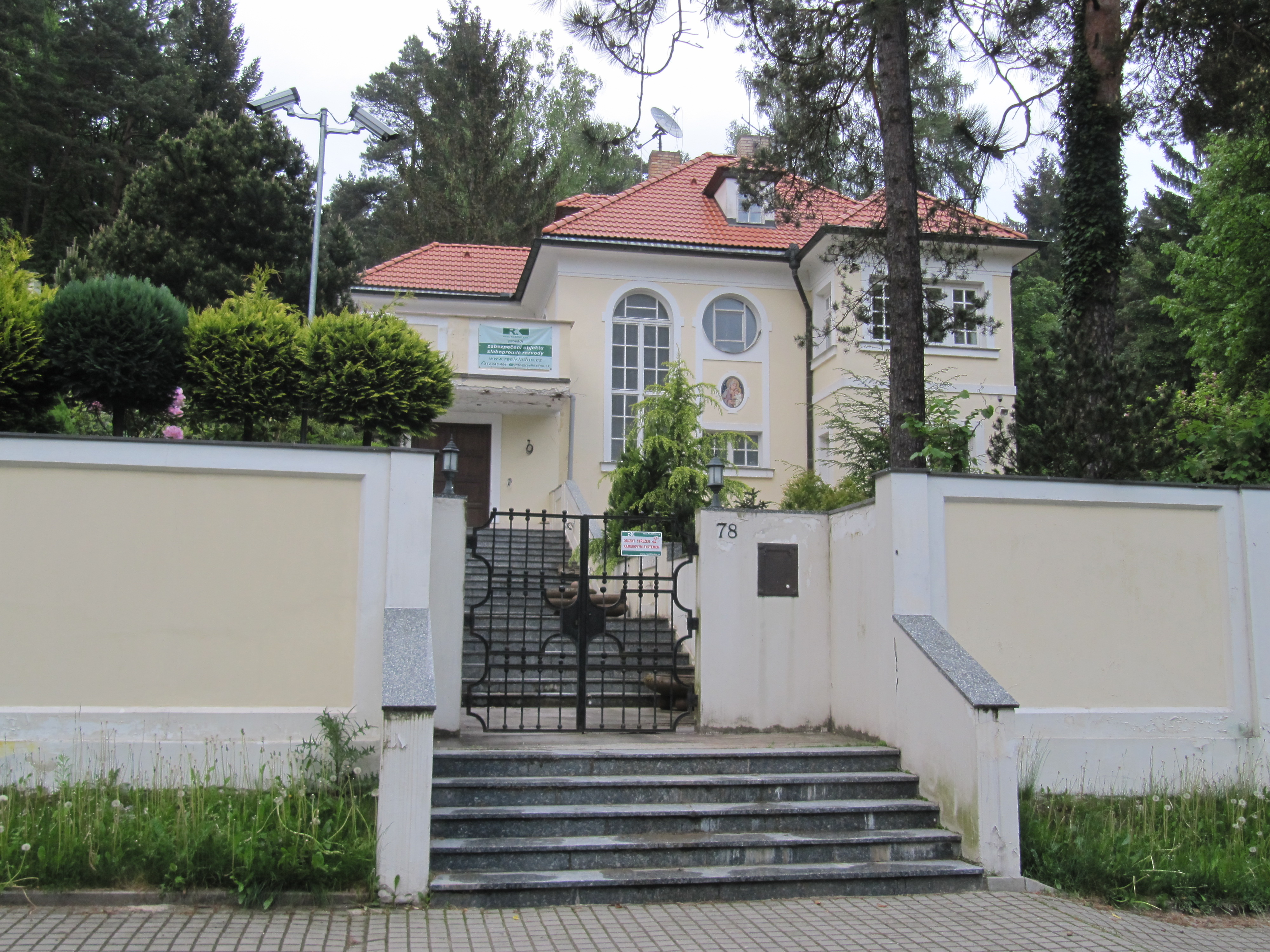
Bývalý Gottland
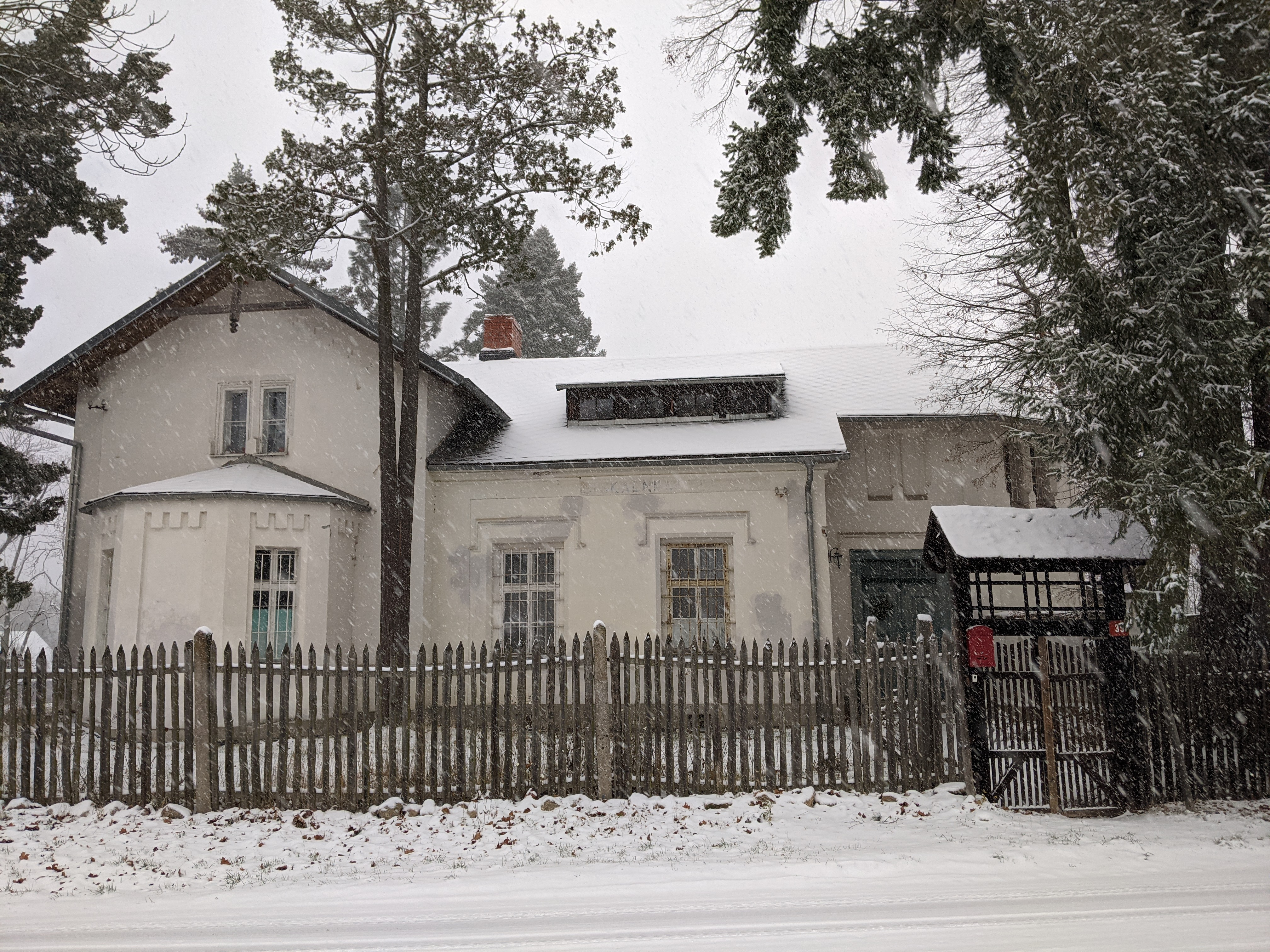
Usedlost Josefa Fanty
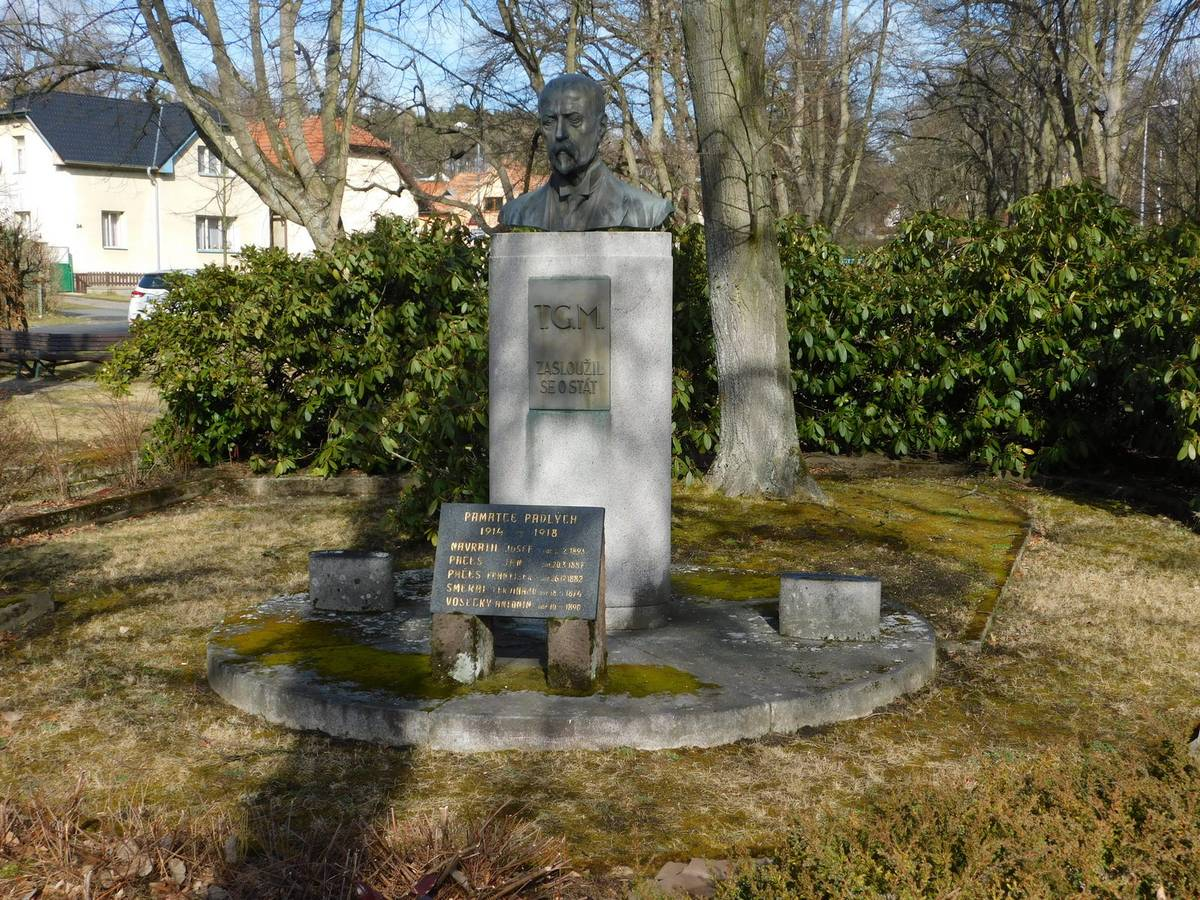
Pomník T. G. Masaryka